# Thibaut de Provins
Pour les articles homonymes, voir Thibaut#Saints chrétiens et Provins (homonymie).
Thibaut de Provins (ou Thiébaut, ou Thibault, en latin Theobaldus) (1039 - 30 juin 1066) appartient à la puissante famille des comtes de Champagne. Fils d'Arnolf et de Guille (ou Willa), il naît à Provins en 1039 selon la Vita Sancti Tetbaldi (XIe siècle) de Pietro della Vangadizza. Il meurt le 30 juin 1066 à Sossano près de Vicence (Italie) où il est enterré à la cathédrale, puis transféré en 1074 à l'abbaye Notre-Dame de la Vangadizza de Badia Polesine (Italie) où il est vénéré aujourd'hui et considéré comme patron de la cité. Son tombeau en marbre de Carrare garde ses reliques dans l'église principale de la ville.

## Vie de Thibaut de Provins

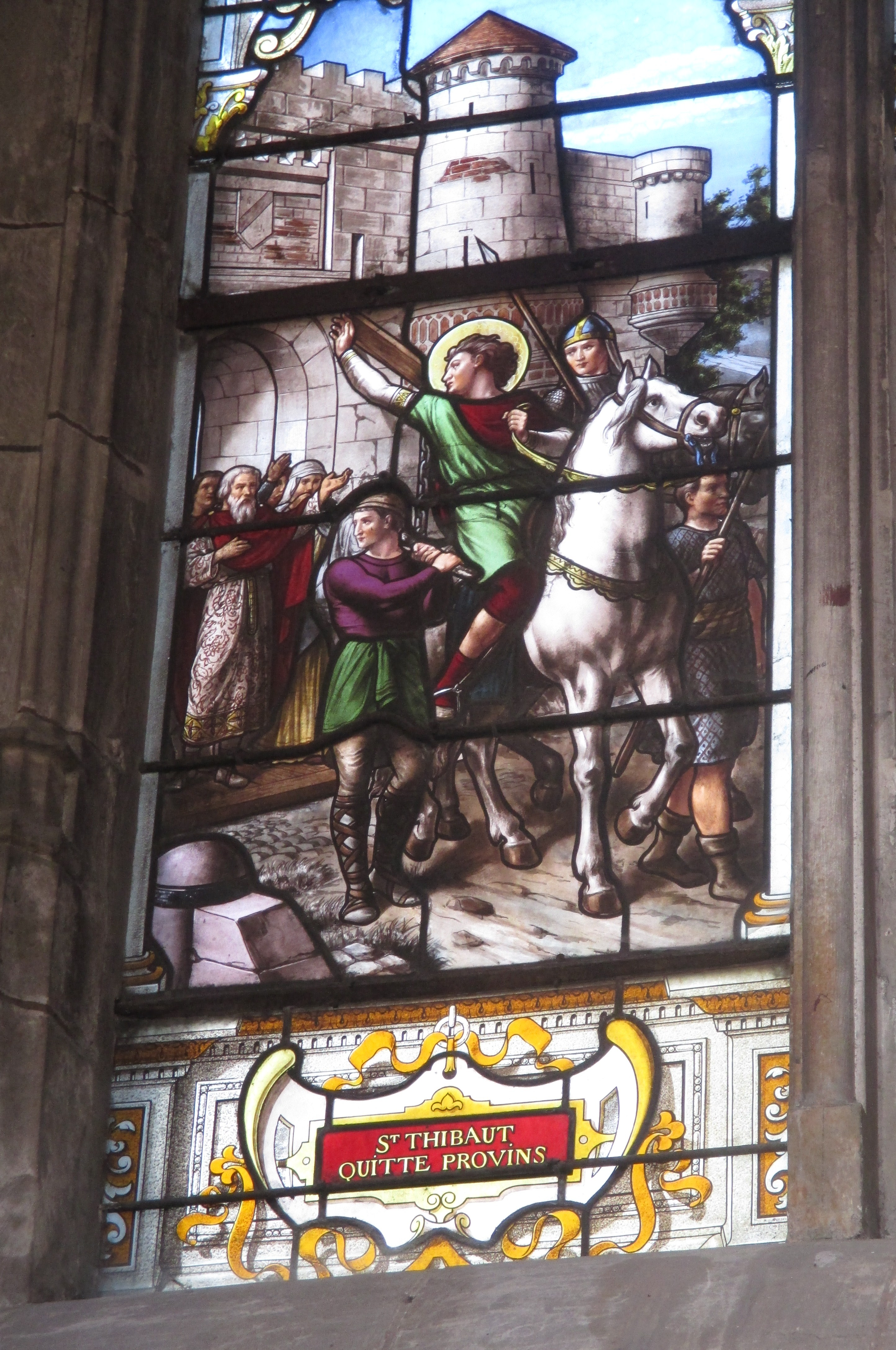
Saint Thibaut quitte Provins, détail du vitrail de saint Thibaut à l'église Saint-Thibault de Joigny.

Proche parent de Eudes II de Blois, comte de Blois (et autres lieux), Thibaut, damoiseau du château de Provins, est attiré de bonne heure par la vie érémitique et rend visite à un ermite nommé Burcard dont l'ermitage se trouve sur une île de la Seine à Bray-sur-Seine (plaine de La Bassée). Sur les conseils de l'ermite, Thibault part pour Reims, à Pâques 1054, avec un ami chevalier, Gautier, et leurs écuyers, pour une mission commandée. Mais, à Reims, après avoir renvoyé leurs écuyers et échangé leurs habits militaires avec des pèlerins de passage, ils s'échappent, déguisés en migrants, vers l'Allemagne (Saint-Empire romain germanique ou Empire teuton), s'arrêtent d'abord à Suxy (aujourd'hui en Belgique) dans le comté de Chiny, puis à Reckange, près de Mersch, (aujourd'hui Luxembourg), où ils installent, pour une bonne année semble-t-il, leur gîte, un ermitage (aujourd'hui chapelle d'Eenelter) tout près du menhir de même nom, et vivent là du travail de leurs mains, se faisant faucheurs, palefreniers (au château-fort de Pettingen), manœuvres, charbonniers ou hommes à tout faire. Le jeune prince  souffre beaucoup de ce nouvel état, mais il a choisi volontairement le Rien pour le Tout, le Christ, et « fais ce que tu veux ! » ce que clameront plus tard à l'envi les chansons de geste. 
Ils décident alors de partir pour Saint-Jacques-de-Compostelle (Espagne) puis, revenant par l'Auvergne, remontent à Trèves (Allemagne) où s'illustra saint Martin, l'idole adolescente de Thibaut. Le père vient là les retrouver, par indiscrétion, et Thibaut n'apprécie pas du tout.
Aussi ils quittent sur l'heure l'Allemagne pour l'Italie. Toujours à pied, passant vraisemblablement par le Jura (via Francigena), ils vont à Rome, suivant les routes pèlerines, tout en souhaitant poursuivre jusqu'à Jérusalem. La fatigue de Gautier, comme celle de Thibaut, après ces quelque sept à huit mille kilomètres parcourus à pied, les fait s'arrêter près de Vicence, à Sossano, sur la route de Venise, où ils élèvent, vers 1057, l'ermitage de Sayanega, ce qui va être un choix déterminant. Gautier va y vivre deux ans et Thibaut sept ans de plus avec une communauté de laïcs et de prêtres qui s'est formée autour de lui.
Thibaut, le Franc, jeune parent du célèbre Eudes II de Blois dit Le Champenois, à l'aise dans cet environnement naturel, se nourrit de pain d'orge et d'eau, puis de fruits, de racines et d'herbes. Il porte un cilice et s'applique souvent la discipline avec un fouet de plusieurs lanières de cuir : c'était la conception de l'époque, pour un anachorète ayant vécu dans un monde dur aux pauvres, de se défaire ainsi de soi-même et devenir ainsi plus transparent et conforme au Christ et à ceux qu'il rencontre à l'ermitage. Il dort assis selon la coutume des humbles et, le plus souvent, reste éveillé, préférant colloquer avec Dieu et prier pour le pauvre qu'il a croisé pendant la journée, mêlé aux grands de ce monde. Il colloque également avec les Psaumes, uni à toute la prière du monde. Il ne se sent jamais seul. Tout en apprenant la vie d'anachorète, il accueille, avec toute la tendresse qui rayonne de lui, le pèlerin qui passe, partageant avec lui le pain et le bon vin qu'il garde au cellier pou l'occasion. Il faut dire que, parlant le dialecte franc, il a mis du temps pour déchiffrer le latin des Psaumes. Il lui a fallu utiliser un mentor à Trèves pour apprendre cette langue officielle et ainsi pouvoir participer à la prière officielle de l'Église, par l'intermédiaire du Psautier liturgique, écrit justement en latin sur ce parchemin, garni d'enluminures, qu'il a fait demander à Provins et qu'il garde précieusement avec lui depuis le départ de Trèves. Thibaut est transparent à tel point que le miracle sort de lui comme naturellement, il lui a été donné le don de guérison et de prophétie, à lui, le fol-en-Christ. 
La réputation de sainteté de l'ermite et les récits des miracles opéré à travers lui amènent l'évêque de Vicence à l'ordonner prêtre. Dès lors, chaque jour que Dieu fait, Thibaut célèbre la messe et transforme le pain et le vin en corps et sang du Christ, confesse, absout et « devient œil pour l'aveugle et pied pour le boiteux » (ms d'Alençon). L'ermitage de Sayanega, situé au croisement des grandes routes pèlerines, acquiert une renommée qui traverse les frontières. Sur les conseils de Pierre, l'abbé bénédictin de La Vangadice, Thibaut paraphe l'offrande de sa vie pour le service du proche par les trois vœux de l'oblat, dans le sillage du moine Romuald de Ravenne, son autre idole adolescente, tout en continuant à exercer à l'ermitage de Sayanega et ce dans un état d'épuisement prévisible et fort perceptible qui le fait mourir prématurément le 30 juin 1066. 
Entre-temps, son père, ayant eu vent que son fils prodigue rayonnait en Italie, se rendit à Rome avec des amis de son rang puis vint lui rendre visite. Ayant raconté à sa femme Willa cette visite, celle-ci décida d'aller à son tour vers ce fils et partit accompagnée de son mari et de la noblesse provinoise. Ayant atteint Sayanega, elle décida alors, après réflexion, de rester à l'ermitage de son fils pour se consacrer au service de Dieu, dans la solitude. Elle demeurera à Sayanega, au milieu des ermites, au moins jusqu'en 1075, année où l'on perd sa trace. Après un millénaire d'écart, l'ermitage de Sayanega-Sossano garde la mémoire de cette femme.
Le Martyrologe romain déclare : « À Vicence, le décès de saint Thibauld, ermite, de la famille des comtes de champagne, qui, par sa sainteté et l’éclat de ses miracles, mérita d’être mis au nombre des saints par le Pape Alexandre III ».

## Canonisation, culte

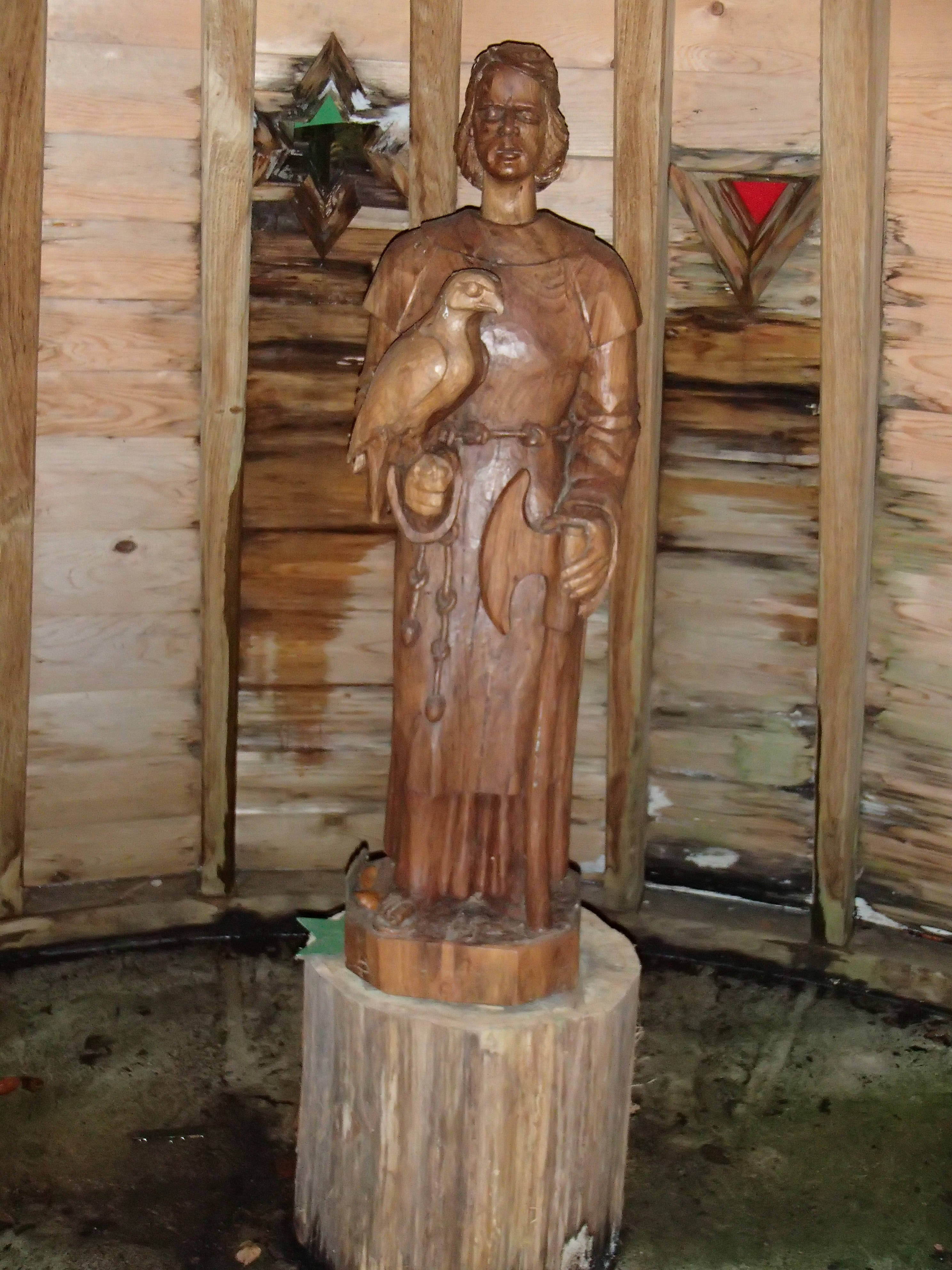
Saint Thibaud à la Breteniere (39).

Thibaut est canonisé par le pape Alexandre II en 1073, parrainé dans cette démarche par les cardinaux Pierre Damien et Mainard, l'abbé de Sainte-Marie de Pomposa, italiens et acteurs actifs de la réforme grégorienne, et par le peuple de Vicence qu'il a servi de toutes ses forces, comme par les pèlerins de Terre sainte du nord de l'Europe ou d'ailleurs qui passent ou reviennent en nombre par l'ermitage de Sayanega, situé non loin de la Via Popilia, laquelle reliait Venise à Rome. 
Une partie de son corps est ramenée en France, en 1075, neuf ans après sa mort (et deux ans après sa canonisation) par son frère Arnolf, moine bénédictin. Celui-ci distribue ces reliques aux deux abbayes qu'il dirige, c'est-à-dire l'abbaye Sainte-Colombe de Saint-Denis-lès-Sens en Bourgogne et l'abbaye Saint-Pierre de Lagny en Brie champenoise, tout en les faisant honorer, au passage, dans les deux villes bourguignonnes de Joigny (pays de sa parenté) et Sens, comme dans les villes champenoises de Provins, ville natale de Thibaut, et Lagny-sur-Marne, ville de l'abbaye Saint-Pierre, laquelle va faire naître dans son voisinage Saint-Thibault-des-Vignes. Ces villes gardent aujourd'hui la mémoire du saint, comme beaucoup d'autres villages ou communes de France et d'ailleurs, auxquelles le culte du saint a été transmis par l'action des abbayes médiévales contemporaines et la notoriété du comté de Champagne, et là où il s'était déjà établi lors du passage des deux (ou trois) marcheurs en Belgique, Luxembourg, Vosges, Jura ou Italie.
Le culte du saint est relevé, dès le XIe siècle et les suivants, dans les diocèses de Troyes (Saint-Thibault, Isle-Aumont, Aube), Sens (abbaye Sainte-Colombe de Saint-Denis-lès-Sens), Autun (priorale Saint-Thibault en Auxois, classée MH, reliques, église Saint-Thibault à Commarin), Mâcon (abbaye de Cluny), Langres (abbaye de Molesme, abbaye de Clairvaux), Auxerre (abbaye Saint-Germain d'Auxerre), Bourges (Saint-Thibault-sur-Loire), Paris (prieuré Saint-Martin-des-Champs : Vita, abbaye Saint-Pierre de Lagny, Saint-Thibault-des-Vignes (reliques dans l'église Saint-Jean-Baptiste), abbaye saint-Faron de Meaux), Beauvais (Saint-Thibault, Oise, reliques), Soissons (Saint-Thibault, Aisne), Sées (abbaye de Saint-Evroult, Vita), Tours (abbaye de Marmoutier), Angers (abbaye de Bourgueil), Chartres (abbaye Saint-Florentin de Bonneval), Chambéry (Saint-Thibaud-de-Couz), en Champagne-Lorraine  ermitage Saint-Thiébault de la chapelle de Bermont (reliques) à Domrémy-la-Pucelle, prieuré Saint-Thiébault à Gorze (liturgie byzantine), collégiales Saint-Martin à Épernay et Saint-Thiébaut à Metz, églises Saint-Thibault à Provins, Joigny, Saint-Thiébault (Haute-Marne), Château-Porcien (priorale classée MH), Chevru (reliques), Overloon (Pays-Bas).
Thibaut de Provins est célébré dans les foires, églises et châteaux aux XIIe et XIIIe siècles par les trouvères, troubadours et ménestrels et sa Vita apparaît, en ces mêmes temps et au-delà, enluminée, retranscrite dans les monastères en langues latine ou romane ou commandée par de riches particuliers, aujourd'hui conservée dans les bibliothèques classiques, comme la Bibliothèque nationale de France.
Il en est de même à l'extérieur des frontières du royaume franc, dans les franges du Saint-Empire romain germanique où l'on parle le dialecte roman : en Italie du Nord Maison d'Este, ermitage de Sayanega et église saint-Michel-Archange de Sossano (reliques), Notre-Dame de la Vangadice et église Saint-Jean-Baptiste à Badia Polesine (tombeau, reliques), Vicence cathédrale Sainte Marie de l'Annonciation (tableaux), Bosco di Rubano église Sainte-Marie de la Nativité et Saint Teobald (reliques), Campiglia dei Berici oratoire privé (reliques), Luminiano oratoire ND del Bambino et St Teobald-st Antoine, abbaye camaldule Sainte-Marie de Carceri d'Este Padova (peintures murales), abbaye bénédictine Sainte-Marie de l'Assomption de Praglia Padova (reliques), ermitage camaldule de Monte Rua Padova (reliques, tableau), ermitage camaldule de Camaldoli (Vita), Rome Place Saint-Pierre / en Ardenne belge et luxembourgeoise : collégiale des Croisiers à Huy, abbaye de Saint-Hubert (Vita), ermitages et chapelles Saint-Thibaut à Marcourt (Belgique),Suxy (forêt de Chigny) et Pettingen (chapelle Enelter Saint-Donat-Saint Theobald à Reckange près Mersch, Luxembourg) / dans le massif du Jura, en Bourgogne comtale : Saint-Thiébaud, collégiale Saint-Hippolyte de Poligny, oratoire Saint-Thibaud (patron des Bons Cousins Charbonniers, cf article Charbonnerie) à La Bretenière en forêt de Chaux ; toutes zones parcourues par Thibaut et son compagnon Gautier lors de leurs marches vers Trèves, Rome, Compostelle et la Palestine, patrie du Christ.